# Prunus cornuta
Prunus cornuta — вид квіткових рослин із підродини мигдалевих (Amygdaloideae).

## Біоморфологічна характеристика
Це листопадне дерево, яке може виростати від 3 до 18 метрів у висоту.

## Поширення, екологія
Ареал: східний Афганістан, Непал, Пакистан, Тибет, північна Індія, Бутан. Населяє листяні ліси на тінистих схилах, вторинні ліси, уздовж стежок; на висотах від 2100 до 3500 метрів.

## Використання
Дерево збирають із дикої природи для місцевого використання як їжу та джерело матеріалів. Плоди вживають сирими чи приготовленими; мають кислий смак. З листя можна отримати зелений барвник. З плодів можна отримати барвник від темно-сірого до зеленого. Деревина щільна і рівномірна, піддається тонкій поліровці. Використовується для будівництва, інструментів тощо.